# Doom (együttes)
A Doom angol crust punk/hardcore punk együttes.

## Története
Az együttes "The Subverters" néven alakult 1987-ben, Birminghamben. Alapító tagjai: Jon Pickering - basszusgitár, ének, Bri Doom - gitár és Jason Hodges - dob. Mikor Jasont egy új dobos, Mick Harris váltotta le, a zenekar neve Doomra változott.
Az együttes pár, crossover metal stílusú koncertet tartott. Bri és Jon azonban úgy találták, hogy nem ebbe az irányba akarnak haladni, és Discharge hatású crust punkra váltottak. Pickering ezt követően az együttes énekese lett, az új énekes pedig Pete Nash lett. Mick Harris elhagyta a zenekart, helyére Tony Dickens került.
Ebben az időben alakult meg a Peaceville Records nevű lemezkiadó, akik szájhagyomány útján hallottak már a Doomról, és megkérdezték, hogy érdekli-e a zenekart az, hogy közreműködjenek "A Vile Peace" című válogatáslemezhez. A zenekar első demója 1987-ben jelent meg. Nash eltörte a csuklóját az első lemezük elkészülte előtt, helyére Jim Whitley (Napalm Death, Ripcord) került. Három dal készült el, amelyből kettő szerepelt "A Vile Peace" lemezen. Az együttes 1987-ben újabb demót adott ki, majd 1988-ban megjelent első stúdióalbumuk. Ezt követően még egy demót megjelentettek.
1990-ben feloszlottak. 1992-től 2005-ig újból együtt voltak, majd 2010-től ismét működnek.
2015 áprilisában a zenekar a chilei Santiagóban koncertezett, amikor az épület, ahol a koncert zajlott, összedőlt. A balesetben hárman meghaltak és többen megsebesültek. A hatóságok szerint az épület azért dőlt össze, mert az épület kapacitása túllépte az ötvenet.

## Tagok
- Brian "Bri Doom" Talbot - gitár, ének (1987-1989, 1992-2005, 2010-)
- Tony "Stick" Dickens – dob (1987-1990, 1992-2005, 2010-)
- Scoot – basszusgitár (1992-1995, 2010–), gitár (1995)
- Denis Boardman – ének (1995-), basszusgitár (1995-96), gitár (1995-2000)

Korábbi tagok
- Jon Pickering – ének (1987-1990, 1992), basszusgitár (1987), gitár (1989-1990, 1992)
- Tom Croft – ének (1992-1995)
- Wayne Southworth – ének (1995-2005; 2005-ben elhunyt)[3]
- David Talbot – gitár (1989)
- Pete Nash – basszusgitár, ének (1987-1990, 1992)
- Paul "Mall" Mallen – basszusgitár (1992)
- Chris Gascoigne – basszusgitár (1995)
- Andy Irving – basszusgitár (2004-2005)
- Jason Hodges – dob (1987)
- Mick Harris – dob (1987)

Koncerteken fellépő tagok
- Jim Whitley – basszusgitár (1988)

## Diszkográfia
- War Crimes (Inhuman Beings) (1988)
- Bury the Debt - Not the Dead (split lemez a No Security-vel, 1989)
- The Greatest Invention (1993)
- Pro-Life Control (1994, split lemez a Selfish-sel)
- Rush Hour of the Gods (1996)
- World of Shit (2001)
- Corrupt Fucking System (2013)